# 圣母街

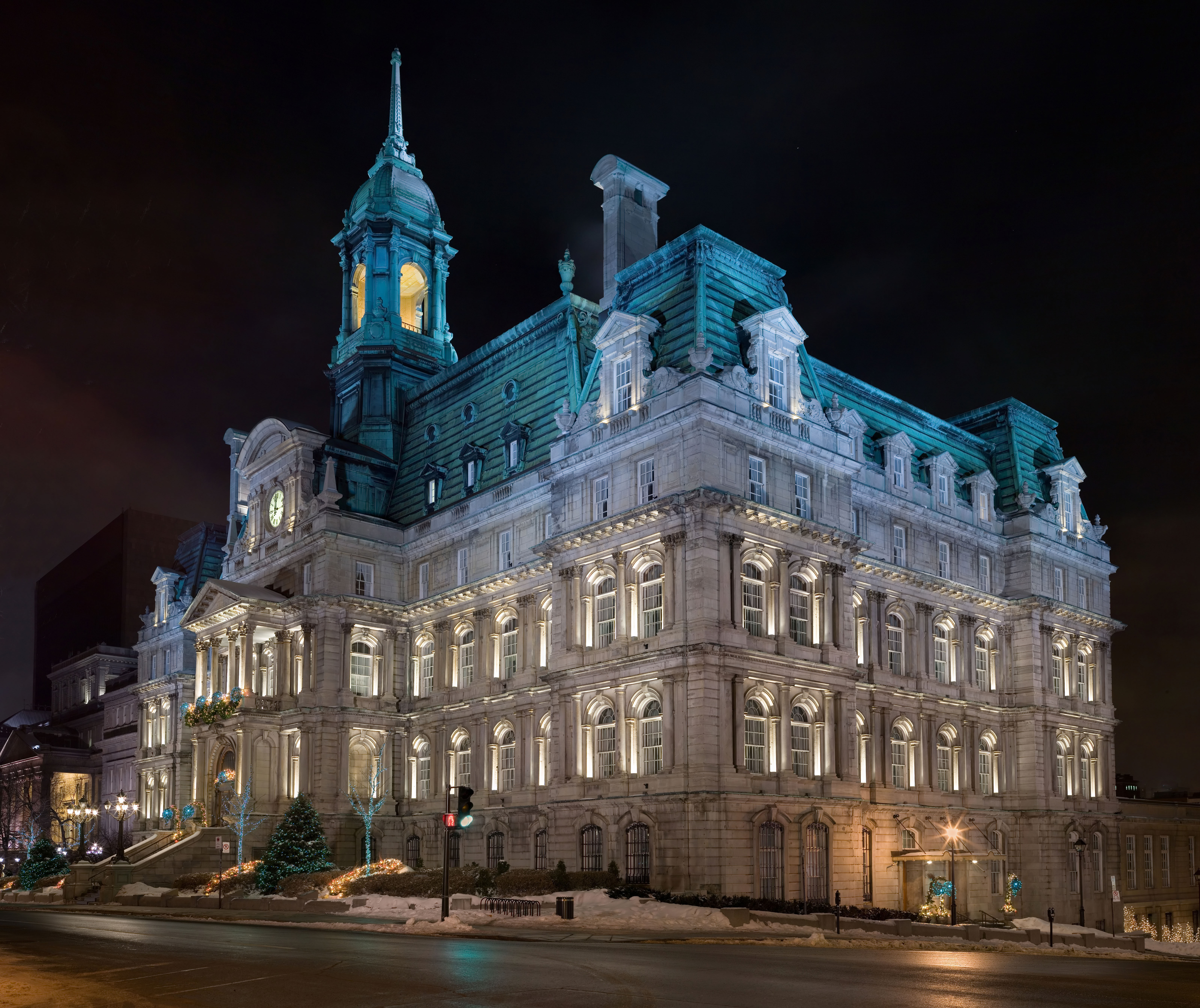
市政厅

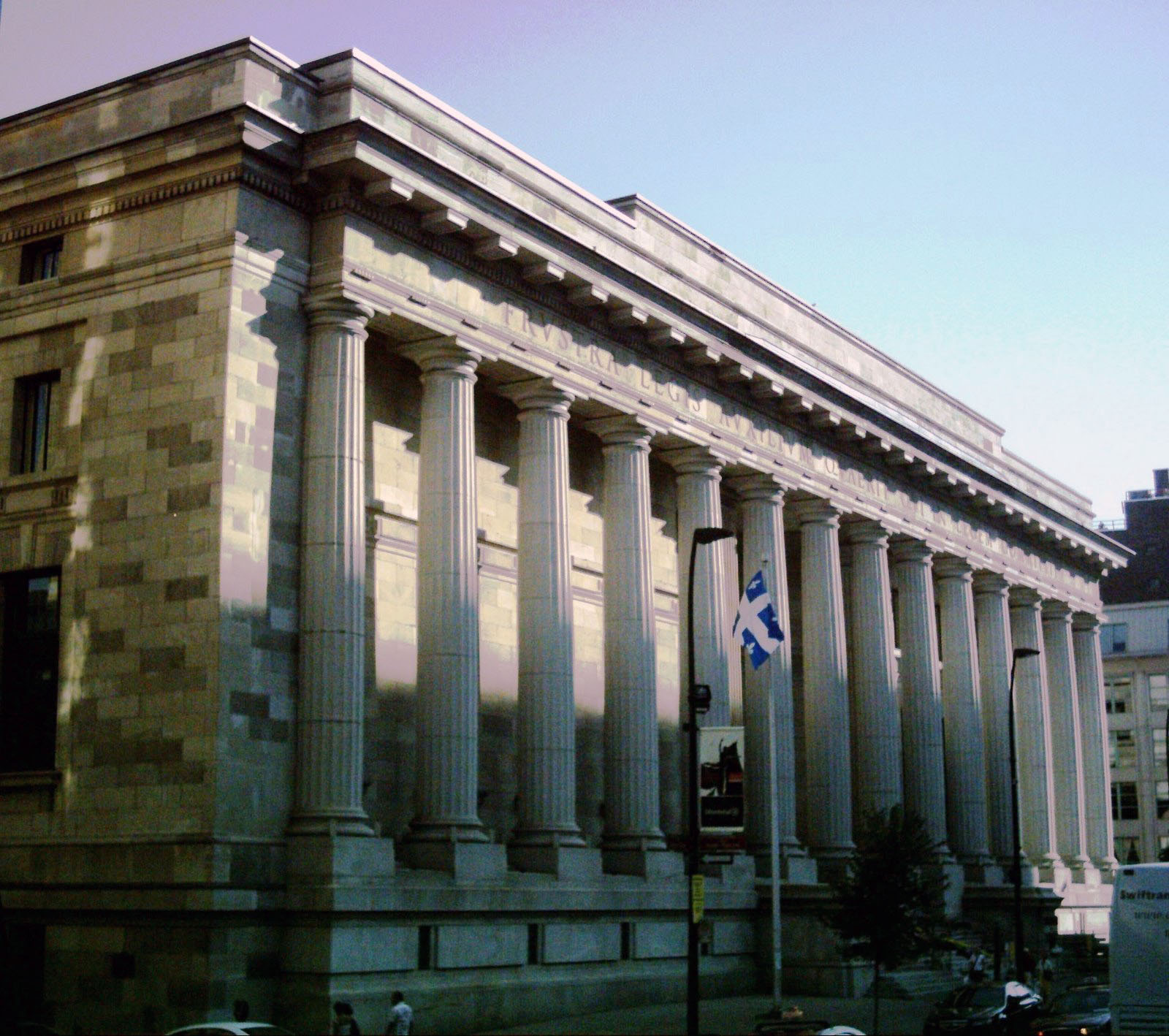
魁北克上诉法院

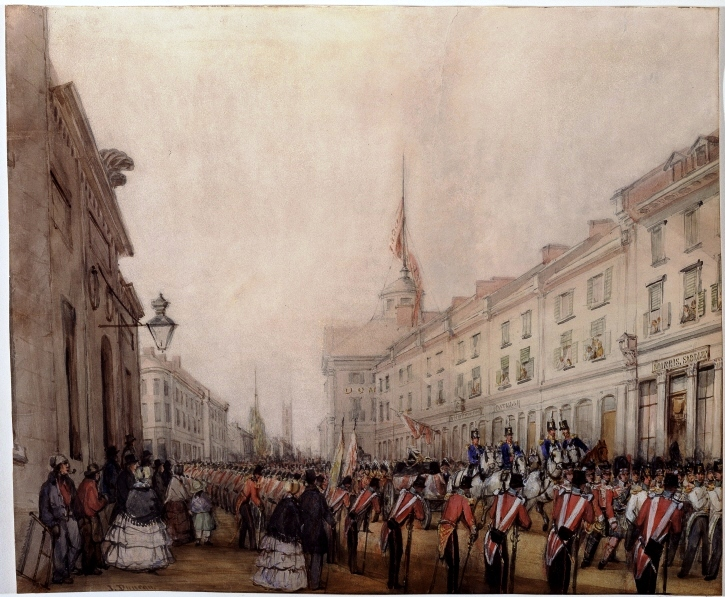
都本将军的葬礼

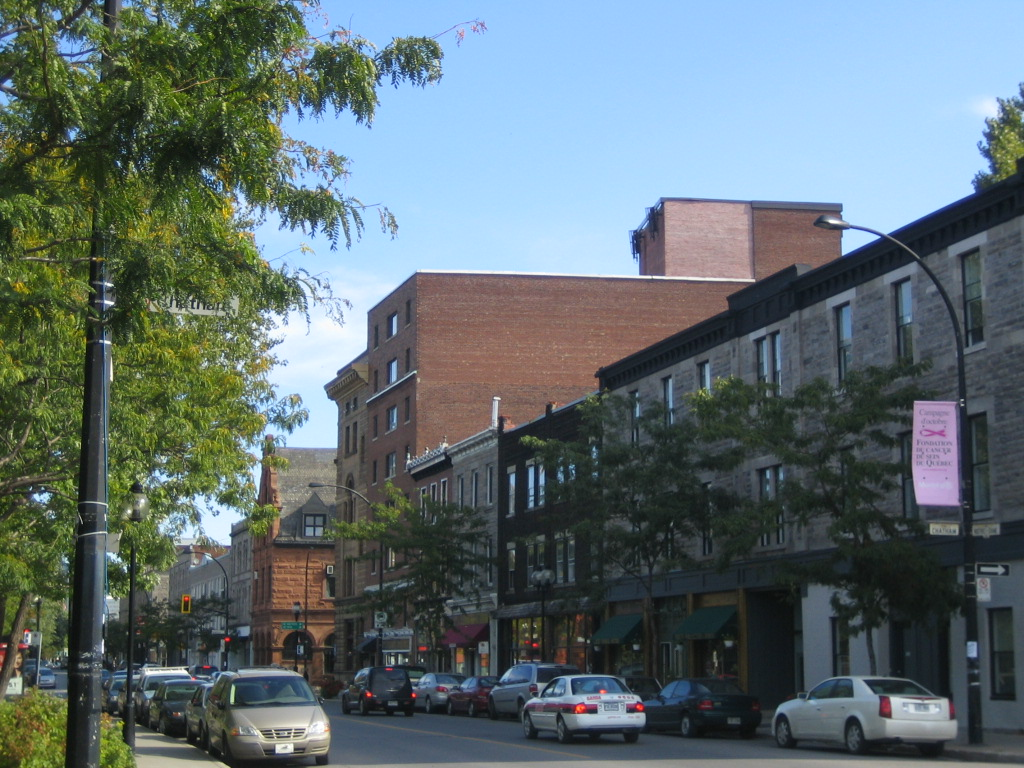
小勃艮第

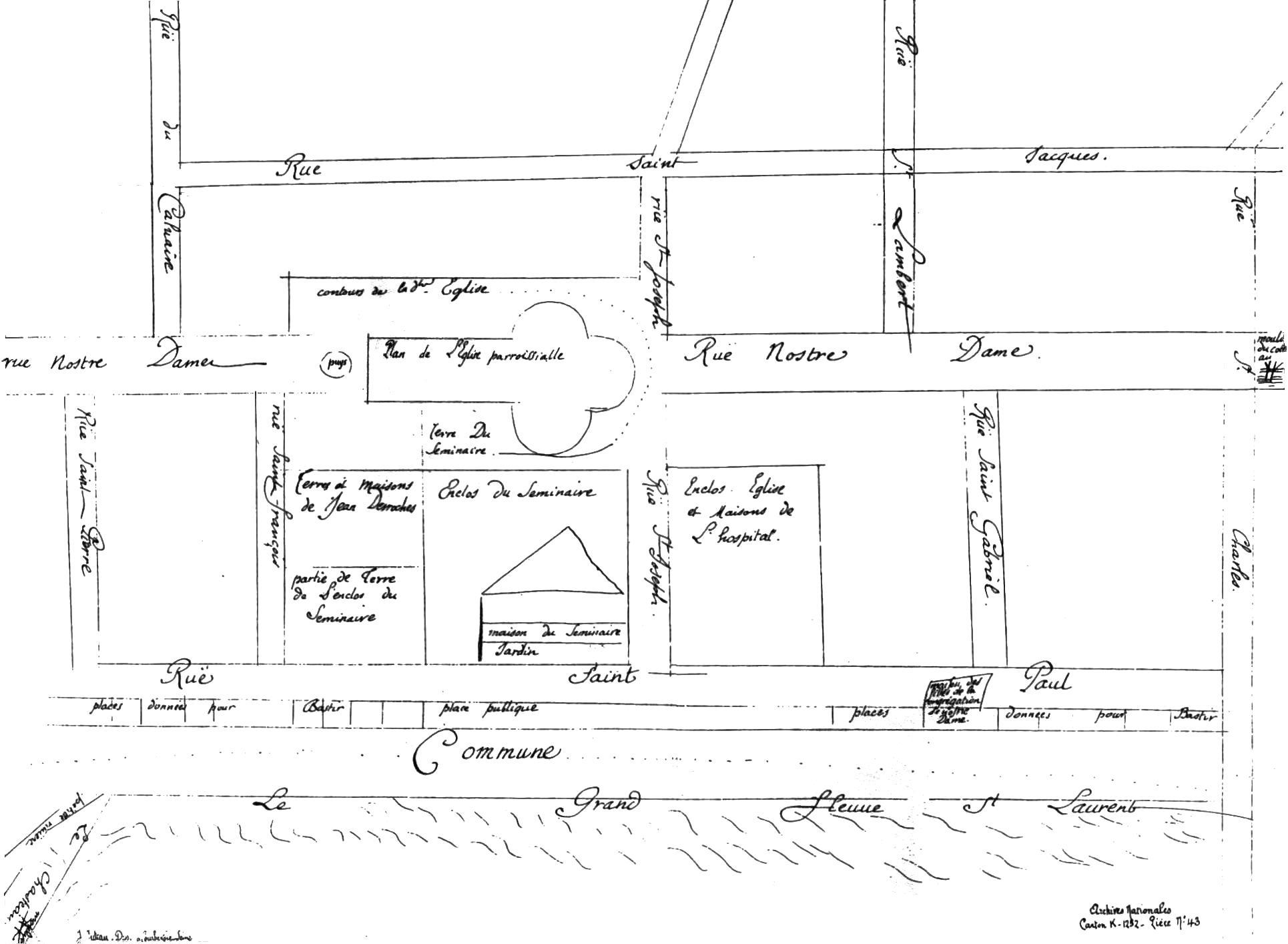
1672年蒙特利尔地图

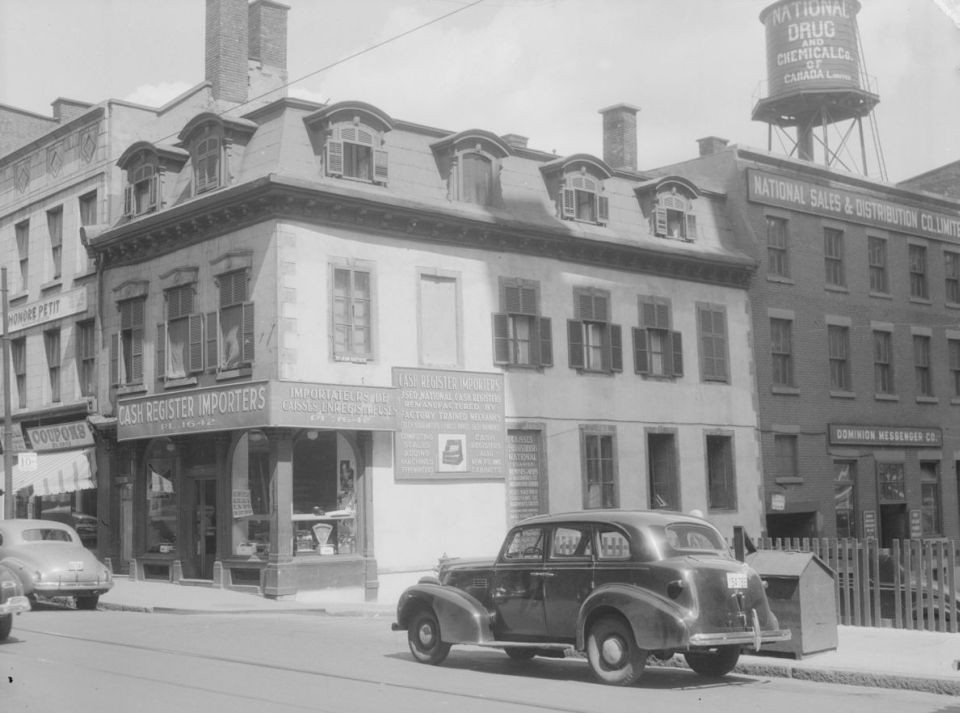
1943年

圣母街（法語：Rue Notre-Dame，英语：Notre-Dame Street）是一条历史悠久的东西街道，位于加拿大魁北克省蒙特利尔。它与圣劳伦斯河平行，从蒙特利尔岛的东端到拉欣。
圣母街开辟于1672年，是蒙特利尔最古老的街道之一。圣母街上的沃德勒伊城堡（Château Vaudreuil）的花园, 从1723年起曾作为新法兰西总督的蒙特利尔官邸。1821年街道的延伸，导致蒙特利尔城堡被拆除。圣母街上的宾厄姆府（Bingham house），曾改为Donegana's Hotel，在20世纪初，又改为自治领公园（Dominion Park）。
在蒙特利尔老城内，这条街上有蒙特利尔市政厅、蒙特利尔司法宫（Palais de Justice de Montréal）、魁北克上诉法院、哈默介城堡（Château Ramezay）、蒙特利尔圣母圣殿、圣叙尔皮斯神学院以及乔治·艾蒂安·卡蒂埃爵士国家历史遗址（Sir George-Étienne Cartier National Historic Site）等重要建筑。
再向西，这条街是高等工程技术学院的所在地。贯穿蒙特利尔的小勃艮第社区，历史上是说英语的黑人社区。Joe Beef餐厅位于小勃艮第的圣母街。

## 1849年都本将军的葬礼
1849年，都本将军（Benjamin d'Urban）的葬礼队伍通过圣母街，并被詹姆斯·邓肯的画描绘下来。在1849年4月25日蒙特利尔国会大厦被烧之后，葬礼有助于缓解痛苦的情绪，防止部队与民众之间的冲突。在埃莉诺·西尼尔的书“蒙特利尔的英国常客”（British Regulars in Montreal）中，描述如下：“所有的商店从早上十点半到一点钟关闭。詹姆斯·爱德华·亚历山大先生估计，圣海伦岛的枪声响起后，立刻有10,000人涌上街头，标志前往维多利亚路（现为帕皮诺街）军人墓地的送葬行列的运动。在左边可以看到基督教会座堂的尖顶，背景中还有蒙特利尔圣母圣殿的一座钟楼。右边中间的圆顶建筑物是Donegana's Hotel，它位于圣母街和孟斯库尔街的转角。它在1849年8月16日送葬几个月后被火烧毁。

## 计划中的高速公路
有计划将圣母街的东段变成高速公路。

## 国王路
圣母街从蒙特利尔岛继续出发，朝东北方向前往魁北克市，被称为国王路（Chemin du Roy）或138号公路。